# Raisa Gorbatjova
Raisa Maksimovna Gorbatjova (ryska: Раи́са Макси́мовна Горбачёва, född Титаре́нко, Titarenko), född 5 januari 1932 i Rubtsovsk, Altaj kraj, Ryska SFSR (i dåvarande Sovjetunionen), död 20 september 1999 i Münster, Tyskland, var Michail Gorbatjovs hustru från 1953 fram till sin död.

## Källhänvisningar
1. 1 2 3  Gorbatjovstiftelsen, läs online.[källa från Wikidata]
2. 1 2  Find a Grave, Find A Grave-ID: 6453, läs online, läst: 9 oktober 2017.[källa från Wikidata]
3. 1 2  Munzinger Personen, Munzinger person-ID: 00000018690, läst: 9 oktober 2017.[källa från Wikidata]
4. ↑  John Lewis Gaddis, The Cold War: A New History, första utgåvan, Penguin Books, s. 229, ISBN 978-0-14-303827-6.[källa från Wikidata]
5. ↑  Larsen, Jesper (2013-04-18): "Gorbatjovs kærlighedshistorie". B.dk. Läst 13 februari 2015. (danska)